# Ізотерма реакції
Ізоте́рма реа́кції, (рос. изотерма реакции; англ. reaction isotherm; нім. Reaktionsisotherme f) — крива, що зв'язує хімічну спорідненість А з термодинамічною константою хімічної рівноваги Ка і активностями реагентів abi у вихідній реакції суміші:
A = RT · ln(Ka/ab1ab2…abi),
де bi — стехіометричний коефіцієнт реагента Ві (береться зі знаком «+» для продуктів реакції та знаком «−» для реактантів);
R — газова стала;
T — абсолютна температура.